# Plectorrhiza erecta
Plectorrhiza erecta là một loài thực vật có hoa trong họ Lan. Loài này được (Fitzg.) Dockrill miêu tả khoa học đầu tiên năm 1967.